# Myrmephytum beccarii
Myrmephytum beccarii är en måreväxtart som beskrevs av Adolph Daniel Edward Elmer. Myrmephytum beccarii ingår i släktet Myrmephytum och familjen måreväxter. Inga underarter finns listade i Catalogue of Life.